# Jean Marie Hector Crottier
Jean Marie Hector Crottier de Chambonas de Peyrault, né le 5 février 1737 à Annonay (Ardèche), mort le 6 mars 1799 à Peyraud (Ardèche), est un général de brigade de la Révolution française.

## États de service
Mestre de camp de cavalerie, il devient chevalier de Saint-Louis en 1775, et il sert comme gentilhomme à la suite du duc de Penthièvre.
Il est promu maréchal de camp le 1er mars 1791, et il est admis à la retraite en 1792.
Il meurt le 6 mars 1799 à Peyraud.

## Sources
- (en) « Generals Who Served in the French Army during the Period 1789 - 1814: Eberle to Exelmans »
- Alexandre Mazas, Histoire de l'ordre royal et Militaire de Saint-Louis depuis son institution en 1693 jusqu'en 1830, Tome 2, Firmin Didot frères, fils et Cie, Paris, 1860, p. 220
- Côte S.H.A.T.: 4 YD 3659